# 가격 전쟁
가격 전쟁은 업계 내 기업이 공격적인 가격 전략을 펼치는 시장 경쟁의 한 형태로, “경쟁사보다 가격을 반복적으로 인하하는 것이 특징”이다. 이는 각 경쟁자가 상대방의 가격을 일치시키거나 낮추려고 시도하는 악순환으로 이어진다. 경쟁업체는 가격 인하 압력으로 인해 초기 가격 인하를 따르도록 유도되는데, 이를 "가격 인하 모멘텀"(price-cutting momentum)이라고 한다.
헤일과 헬센(Heil and Helsen, 2001)은 일련의 질적 조건 중 하나 이상이 충족되는 경우에만 가격 전쟁이 존재한다고 제안했다. 이러한 조건에는 다음이 포함된다.
1. 소비자가 아닌 경쟁업체에 주로 초점을 맞춤
2. 경쟁업체에 대한 가격 책정 상호 작용이 바람직하지 않음
3. 경쟁업체가 가격 전쟁을 시작할 의도가 없음
4. 경쟁을 통한 업계 규범 위반 상호 작용
5. 일반적인 속도에 비해 가속화된 가격 책정 상호 작용
6. 가격 책정의 하향 방향
7. 지속 불가능한 가격 책정 상호 작용.

가격 전쟁은 소비자에게 더 낮은 가격을 제공함으로써 단기적으로는 이익을 줄 수 있지만, 이익 마진을 줄임으로써 관련 기업에 부정적인 영향을 미칠 수 있다. 더욱이, 가격 전쟁이 기업에 미치는 부정적인 영향은 단기적으로 확대될 수 있다. 관련 기업이 손실된 이익을 회복하고 시장 점유율을 유지하는 데 어려움을 겪을 수 있기 때문이다. 기업은 가격 전쟁에 참여할 때 주의할 수 있다. 이러한 경쟁은 장기적인 수익성을 위해 지속 불가능한 가격으로 이어질 수 있기 때문이다.

## 같이 보기
- 마케팅
- 독점
- 독점적 경쟁
- 과점
- 가격 결정